# Irissarry
Irissarry település Franciaországban, Pyrénées-Atlantiques megyében. Lakosainak száma 892 fő (2022. január 1.). Irissarry Hélette, Iholdy, Jaxu, Macaye, Mendionde, Ossès és Suhescun községekkel határos.

## Népesség
A település népességének változása:
| Lakosok száma | 866  | 869  | 891  | 886  | 897  | 912  | 921  | 913  | 892  |
|               | 2013 | 2015 | 2016 | 2017 | 2018 | 2019 | 2020 | 2021 | 2022 |